# Giwi Targamadse
Giwi Targamadse (georgisch გივი თარგამაძე; * 23. Juli 1968 in Tiflis) ist ein georgischer Politiker.

## Biographie
Targamadse studierte Mitte der 1980er Jahre Journalismus der Staatlichen Universität Tiflis. Zwischen 1992 und 1993 war er Chefredakteur der Zeitung „The Georgian Times“, von 1994 bis 1995 stellvertretender Chefredakteur der Zeitung „Argumenty“.
1997 wurde Targamadse Chefkoordinator der investigativen Journalismusprojekte bei der Nichtregierungsorganisation „Institut für Freiheit“. 2002 wurde er Mitglied des Koordinierungsrates zur Korruptionsbekämpfung unter dem damaligen Präsidenten Eduard Schewardnadse.
Targamadse ist Mitglied der Vereinten Nationalen Bewegung von Micheil Saakaschwili und beteiligte sich 2003 an der Rosenrevolution, welche zum Rücktritt von Staatspräsident Eduard Schewardnadse führte.
Targamadse wurde insgesamt dreimal – 2004, 2008 und 2012 als Abgeordneter in das Parlament Georgiens gewählt und war hier Vorsitzender des Ausschusses für Verteidigung und Sicherheit.
Im Oktober 2012 war er angeblich zusammen mit Sergei Udalzow und Leonid Raswosschajew an der Vorbereitung gewalttätiger Proteste in Moskau beteiligt.
Giwi Targamadse ist verheiratet und hat zwei Töchter.